# أوقاف (مجلة)
مجلة أوقاف مجلة نصف سنوية محكمة تعني بشؤون الوقف والعمل الخيري تصدر من قبل الأمانة العامة للأوقاف  بدولة الكويت باعتبارها الدولة المنسقة لجهود الدول الإسلامية في مجال العمل الوقفي وذلك بموجب قرار مؤتمر وزراء الأوقاف والشئون الإسلامية المنعقد في أكتوبر 1997م في العاصمة الأندونيسية جاكرتا.
تعتبر مجلة «أوقاف» مجلة علمية محكّمة ،متخصصة في مجال الوقف والعمل الخيري، وتعتمد النشر باللغات العربية والإنجليزية والفرنسية. تهدف المجلة إلى إحياء ثقافة الوقف. وهذه المجلة متوفرة مباشرة على شبكة الأنترنت.

## المحررون
- رئيس التحرير: أ.د محمد عبد الغفار الشريف [2]
- نائب رئيس التحرير: أ. ايمان الحميدان.
- مدير التحرير: أ. منصور خالد الصقعبي

## العدد الحادي عشر
صدر العدد الحادي عشر بتاريخ 15 يناير 2007م. وقد تضمن هذا العدد على عدة مواضيع ترتبط بمسألتين رئيسيتين: أولاهما تتعلق بمناقشة القضايا ذات العلاقة المباشرة بالتطورات الاجتماعية والاقتصادية التي تطرح في حياة الناس نظراً لتعقد الحياة وتشعبها. والمسألة الرئيسية الثانية التي يطرحها العدد فهي تتمثل في عرض تجارب وقفية معاصرة.

### البحوث
- حكم المغارسة في أرض الوقف بين الواقع وقواعده في الفقه والقانون للدكتور جمعة محمد الزريقي ص 15-34
- وقف العلو مسجدا دون السفل وعكسه للدكتور عبد الله الديرشوي 	ص 35- 75
- الأثر الثقافي للوقف في الحضارة الإسلاميّة للدكتور عبد الله الزايدي 	ص 76- 105
- تطوير أدوات البحث في مجال الوقف: مكنز علوم الوقف نموذجا للأستاذ محمد بدوي	ص 107- 133

### المقالات
- وقف المركز الإسلامي للتّربية ـ نموذج للأوقاف المثمرة للدكتور سليم هاني منصور ص 134- 146

عرض كتاب
- الرعاية الاجتماعيّة ومستقبل دور الوقف في دول مجلس التّعاون الخليجي تأليف الدكتور عبد الوهاب محمد الظفيري.

وعرض وتحليل الدكتور: إبراهيم أحمد مهنا. ص 147- 154

### الافتتاحية
موظفو مؤسسة الأوقاف بالجزائر أواخر العهد العثماني للدكتور نصر الدين سعيدوني ص 8-11

## أنظر أيضاً
- وقف إلكتروني
- وقف (إسلام)
- وقف أهلي (ذري)
- نوازل وقف